# Flughafen Holguín

i8
i11
i13
Der internationale Flughafen Holguín (Aeropuerto Internacional „Frank País“) ist ein Verkehrsflughafen ca. 10 km südlich der Stadt Holguín in Kuba. Er dient dem internationalen Linien- und Charterflugverkehr für die östlichen Provinzen Holguín, Santiago de Cuba, Guantánamo, Las Tunas und Granma. Die kleineren Flughäfen in diesen Provinzen verfügen oft nur über Verbindungen nach Havanna.
Der Namensgeber Frank País war ein Held der kubanischen Revolution, der 1957 vom Batista-Regime ermordet wurde.